# Xã Bethany, Quận Harrison, Missouri
Xã Bethany (tiếng Anh: Bethany Township) là một xã thuộc quận Harrison, tiểu bang Missouri, Hoa Kỳ. Năm 2010, dân số của xã này là 3.674 người.